# Стрільчук Людмила Василівна
Людми́ла Васи́лівна Стрільчу́к (нар. 15 лютого 1974, смт. Мар'янівка, Горохівського району Волинської області) — український історик, доктор історичних наук, професор.
Дослідниця сучасних українсько-польських міждержавних відносин, проблем історичної пам’ яті, українського політичного біженства після Другої світової війни та Волинської «Просвіти». З 2015 року — голова Волинської крайової організації Всеукраїнського товариства «Просвіта» імені Тараса Шевченка.

## З життєпису
У 1991 році закінчила середню школу і вступила до вишу. У липні 1996 року закінчила з відзнакою Волинський державний університет імені Лесі Українки, вступила до аспірантури при кафедрі історії світових цивілізацій. 1999 року захистила кандидатську дисертацію на тему: «Українські політичні біженці та переміщені особи після Другої світової війни». З жовтня 1999 року розпочала працювати на кафедрі історії світових цивілізацій. У 2003 році отримала атестат доцента кафедри нової та новітньої історії зарубіжних країн.
14 жовтня 2014 року захистила докторську дисертацію на тему: «Становленя та розвиток польсько-українських міждержавних відносин, партнерства та співробітництва (кінець ХХ — початок ХХІ століття)». У грудні 2018 року отримала атестат професора кафедри всесвітньої історії. З червня 2020 року — завідувач кафедри всесвітньої історії та філософії.
Авторка близько трьох сотень наукових публікацій, у тому числі одинадцяти монографій.

## Основні наукові публікації
- Стрільчук Л. В. Україна — Польща: від добросусідських відносин до стратегічного партнерства (кінець ХХ — початок ХХІ ст.) / Л. В. Стрільчук: монографія. — Луцьк: Волинські старожитності, 2013. — 608 с.
- Стрільчук Л., Стрільчук В. Інституційні складові українсько-польських гуманітарних взаємин та співробітництва / Л. В. Стрільчук, В. В. Стрільчук: монографія. — Луцьк: Волинські старожитності, 2013. — 258 с.
- Стрільчук Л., Нінічук А. Війна пам'яті та війни пам'ятників у сучасних українсько-польських відносинах. [Текст]: Монографія / Людмила Стрільчук, Андрій Нінічук. — Луцьк: Вежа-Друк, 2019. — 368 с.
- Strilchuk Liudmyla. Cauzele caracterului forţat al repatrierii ucrainenilor din zonele occidentale de ocupaţie în URSS, după al Doilea Război Mondial (1945—1951). «Codrul Cosminului», XXII, 2016, No. 2, p. 267—284. Scopus
- The Ukrainian-Polish Confrontation in Volhynia in the Second World War: Historical Memory Transformations // Codrul Cosminului, Vol. XXIV, No. 1, July 2018, p. 145—165. Scopus
- Сучасний польський націоналізм і українсько-польські суперечності — нові обличчя старих проблем. // Історичні і політологічні дослідження. Науковий журнал. — № 1 (64). — Вінниця, 2019. — С. 192—200.
- Українсько-польські відносини. Новітня доба. / Монграфія. / [відп.ред. М. Литвин]. національна академія наук України, Інститут українознавства імені І.Крип'якевича. — Львів, 2017. — 732 с.
- Стрільчук Л. Війна пам'ятників у сучасних українсько-польських відносинах: відгомін історії чи політизація історичної пам'яті? / Військово-науковий вісник. — Випуск 32. — Львів: НАСВ, 2019. — С. 168—180.